# Snoqualmie Pass
Snoqualmie Pass – jednostka osadnicza w Stanach Zjednoczonych, w stanie Waszyngton, w hrabstwie Kittitas.